# Oliver Herbert Phelps Prior
Oliver Herbert Phelps Prior (* 6. September 1871 in Vevey; † 18. Juli 1934 in Cambridge) war ein britischer Romanist, der in der Schweiz aufwuchs.

## Leben und Werk
Prior wurde als Sohn eines englischen Auslandsgeistlichen in der Schweiz geboren. Er studierte in Lausanne, Göttingen, Freiburg und Halle. 1913 wurde er an der Universität Lausanne promoviert mit der Arbeit L'image du monde de Maître Gossouin. Rédaction en prose. Texte du manuscrit de la bibliothèque nationale, fonds français n° 574 (Paris, Payot, 1913). Dann ging er nach England und war Gymnasiallehrer an der Forest School, der Berkhamsted School, am Dulwich College und an der Rugby School. Von 1915 bis 1919 lehrte er an der University of London und von 1919 bis zu seinem Tod als Fellow des St John’s College (Cambridge) und erster Inhaber des Lehrstuhls Drapers’ Professor of French der Cambridge University. Dort gründete er 1925 die Professor Prior’s Modern Language Society, die sich nach seinem Tod umbenannte in The Oliver Prior Society. Er war Ehrendoktor (Hon. DLitt) der Universität Durham, Ehrenmagister (Hon. MA) der Universität Cambridge und Ritter der Ehrenlegion.

## Weitere Werke
- (Hrsg.) Caxton's Mirrour of the world, London, English Text Society, 1913, 1966, 1999; Milwood, Kraus, 1987.
- (Hrsg.) Morceaux choisis des penseurs français du XVIe au XIXe siècle, Paris, Alcan, 1930 (Vorwort von Léon Brunschvicg).
- (Hrsg.) Marie Jean Antoine Nicolas Caritat, Marquis de Condorcet, Esquisse d'un tableau historique des progrès de l'esprit humain, Paris, Boivin, 1933; Paris, Vrin, 1970 (Einführung von Yvon Belaval).